# Ferrovia Wuhan-Canton
La ferrovia Wuhan–Canton è una linea ad alta velocità che collega le città cinesi di Wuhan e Canton. La linea è lunga 1069 km.

## Storia
La ferrovia è stata inaugurata il 26 dicembre 2009.

## Caratteristiche
La linea è una ferrovia a doppio binario a scartamento da 1435 mm. È elettrificata in corrente alternata con tensione da 25 kV e frequenza da 50 Hz.

### Tempi di percorrenza
I treni percorrono la linea a una velocità media di 350 km/h, potendo raggiungere una velocità massima di 394,2 km/h. Con queste velocità, il tragitto tra le due metropoli è coperto in tre ore mentre, prima dell'entrata in funzione di questa linea, erano necessarie circa dieci ore

## Materiale rotabile
I convogli di questa nuova linea sono stati costruiti con l'ausilio di tecnologia proveniente dall'estero.